# Orthotheres
Orthotheres is een geslacht van kreeftachtigen uit de klasse van de Malacostraca (hogere kreeftachtigen).

## Soorten
- Orthotheres barbatus (Desbonne, 1867)
- Orthotheres glaber (Bürger, 1895)
- Orthotheres haliotidis Geiger & Martin, 1999
- Orthotheres laevis (Bürger, 1895)
- Orthotheres longipes (Bürger, 1895)
- Orthotheres serrei (Rathbun, 1909)
- Orthotheres strombi (Rathbun, 1905)
- Orthotheres turboe Sakai, 1969
- Orthotheres unguifalcula (Glassell, 1936)